# Římskokatolická farnost Němčice nad Hanou
Římskokatolická farnost Němčice nad Hanou je územní společenství římských katolíků v rámci prostějovského děkanátu Olomoucké arcidiecéze s farním kostelem svaté Maří Magdalény. 

## Historie
První zmínka pochází z roku 1141, v roce 1406 pražský arcibiskup Zbyněk Zajíc z Hazmburka daroval vsi odúmrť, tedy právo svobodně odkazovat majetek – v té době Němčice náležely ke kojetínskému panství, které bylo majetkem pražského arcibiskupství. Panství bylo v letech 1436–1720 v zástavě a v jeho držení se vystřídala řada předních zemských rodů. Nejstarší kostel stál v Němčicích patrně od 13. století. Dnešní kostel pochází z období po roce 1662. V roce 1897 byl postaven nový hlavní oltář a celý kostel znovu vysvěcen tehdejším olomouckým arcibiskupem Kohnem. Kostel i věž byly v roce 1945 těžce poškozeny a následně opraveny. V roce 1998 byl vysvěcen nový hlavní oltář.
Fara pochází z první poloviny 18. století.

## Duchovní správci
Od září 2012 je farářem R. D. Mgr. Tomáš Strogan.

## Bohoslužby
| Kostel               | Místo             | Bohoslužba (den)                                 | Hodina                                 | Poznámka     |
| -------------------- | ----------------- | ------------------------------------------------ | -------------------------------------- | ------------ |
| svaté Maří Magdalény | Němčice nad Hanou | neděle pondělí úterý středa čtvrtek pátek sobota | 9.00 17.30 7.00 17.30 18.00 17.30 7.00 | Farní kostel |

## Aktivity farnosti
Ve farnosti se pravidelně pořádá tříkrálová sbírka. V roce 2018 se při ní vybralo přibližně 35 tisíc korun.
V září 2018 ve farnosti uděloval svátost biřmování biskup Josef Nuzík. 